# Russian Woman
Russian Woman (reso graficamente in cirillico come РАШН WYМАН) è un singolo della cantante russa Maniža, pubblicato il 19 marzo 2021.
Il brano è stato selezionato per rappresentare la Russia all'Eurovision Song Contest 2021.

## Descrizione
Russian Woman è stato presentato l'8 marzo 2021 in occasione di Evrovidenie, programma di Pervyj kanal utilizzato come selezione russa per l'Eurovision Song Contest 2021, come una delle tre canzoni in gara con il titolo originale Russkaja ženščina (in russo Русская женщина?). Maniža ha vinto la selezione con il 39,7% delle preferenze dal televoto, diventando di diritto la rappresentante russa sul palco eurovisivo a Rotterdam. Nel maggio successivo, dopo essersi qualificata dalla prima semifinale, Maniža si è esibita nella finale eurovisiva, dove si è piazzata al 9º posto su 26 partecipanti con 204 punti totalizzati.
Della canzone, che ha scritto e composto insieme agli israeliani Ori Avni e Ori Kaplan, la cantante ha affermato: «Questo brano parla della trasformazione dell'autoconsapevolezza delle donne in Russia negli ultimi secoli. Le donne russe sono passate dall'essere relegate a case contadine al poter eleggere ed essere elette (in questo sono state fra le prime al mondo), da lavori di manodopera al volare nello spazio. Non hanno mai avuto timore di contrastare stereotipi e di assumersi responsabilità. Questa è la fonte d'ispirazione per la canzone. Per coincidenza, l'ho scritta l'8 marzo 2020 mentre ero in tournée, e solo un anno dopo l'ho potuta presentare.»
Al momento della sua vittoria a Evrovidenie, per prendere parte al quale i partecipanti hanno avuto poco preavviso, Maniža non aveva ancora registrato Russian Woman in studio. La versione finale del pezzo, pubblicata sulle piattaforme digitali il 19 marzo 2021, pur mantenendo la maggior parte del testo in russo contiene più versi in lingua inglese rispetto all'originale presentata a Evrovidenie.

## Tracce
Testi e musiche di Ori Avni, Ori Kaplan e Maniža.
1. Russian Woman – 2:57

## Classifiche
| Classifica (2021) | Posizione massima |
| ----------------- | ----------------- |
| Belgio (Fiandre)  | 82                |
| Grecia            | 51                |
| Islanda           | 40                |
| Lituania          | 12                |
| Paesi Bassi       | 81                |
| Svezia            | 84                |